# Национальная религиозная партия — Религиозный сионизм
Национальная религиозная партия — Религиозный сионизм (ивр. מפלגה דתית לאומית–הציונות הדתית‎), или Мафдаль — Религиозный сионизм) — религиозно-сионистская политическая партия в Израиле. Партия была образована в августе 2023 года, когда партии «Ха-Ихуд ха-Леуми—Ткума» и «Еврейский дом» договорились о слиянии. Ожидается, что слияние даст бывшей религиозной сионистской партии опору на муниципальном уровне, в то время как «Еврейский дом» сможет получить некоторую власть после того, как партия не получила ни одного места на парламентских выборах в Израиле в 2022 году.

## Фон
Бецалель Смотрич победил Ури Ариэля на выборах лидера партии Ткума в январе 2019 года.
После трудных переговоров «Ткума», «Еврейский дом» и «Оцма Йехудит» договорились участвовать в выборах в апреле 2019 года в качестве Союза правых партий (получив пять мест в Кнессете). В июне 2019 года «Оцма Йехудит» обвинила «Еврейский дом» в несоблюдении их предвыборного соглашения и покинула альянс. «Новые правые» (основанные Нафтали Беннетом и Айелет Шакед после отделения от «Еврейского дома» в декабре 2018 года) не смогли преодолеть избирательный порог на выборах в апреле 2019 года. В преддверии парламентских выборов в Израиле в сентябре 2019 года «Еврейский дом» и «Ткума» (баллотирующиеся как Объединенные правые) объединились с «Новыми правыми» и назвали свой объединенный список «Ямина». Несмотря на то, что «Оцма» и «Еврейский дом» изначально договорились баллотироваться по совместному списку под названием «Объединенный еврейский дом» в рамках подготовки к парламентским выборам в Израиле в 2020 году, «Ямина» была реформирована, а «Оцма Иегудит» вновь осталась за бортом.
Смотрич переименовал свою партию из «Национального союза-Ткума» в «Религиозную сионистскую партию» 7 января 2021 года. В следующем месяце «Религиозная сионистская партия», «Оцма Йехудит» и «Ноам» сформировали избирательный альянс, и все три партии получили шесть мест на выборах 2021 года по совместному списку. На выборах 2022 года три партии снова баллотировались вместе: «Религиозная сионистская партия» получила семь мест, «Оцма Йехудит» — шесть, а «Ноам» сохранил за собой одно место.
Хагит Моше был избран главой «Еврейского дома» 19 января 2021 года Центральным комитетом партии, заменив прежнего главу Рафи Переца. После неудачных переговоров с «Религиозной сионистской партией» о выборах 2021 года Моше объявил, что партия не будет участвовать в выборах, а вместо этого поддержит «Ямину» и разрешит им использовать «ב», традиционный символ Мафдаля и Еврейского дома. Шакед разорвала недолгий союз, который у нее был с Йоазом Хенделем («Сионистский дух») перед выборами 2022 года, по сообщениям, из-за нежелания Хенделя работать вместе с Биньямином Нетаньяху в правительстве, и вместо этого возглавила правый список, который баллотировался под названием «Еврейский дом» на выборах 2022 года. «Еврейский дом» не преодолел избирательный порог и был исключен из состава Кнессета.
Между Моше и Смотричем продолжались переговоры, продолжавшиеся до мая 2023 года, в ходе которых обсуждался совместная деятельность. Центральный комитет «Еврейского дома» проголосовал за роспуск партии 20 августа 2023 года.

## Местные выборы
Моше, бывший глава «Еврейского дома», возглавил список партии в Иерусалиме в преддверии муниципальных выборов в Израиле в 2024 году. Первоначально выборы должны были состояться 30 октября 2023 года, но 23 октября Кнессет перенес дату на 30 января 2024 года в результате войны между Израилем и ХАМАСом в 2023 году. Выборы были вновь перенесены с 31 декабря на 27 февраля. На выборах партия получила два места.

## Члены Кнессета
| Срок полномочий в Кнессете | Места | Члены                                                                                       |
| -------------------------- | ----- | ------------------------------------------------------------------------------------------- |
| 2022 — н. в.               | 7     | Офир Софер, Орит Струк, Симха Ротман, Михаль Вальдигер, Охад Таль, Моше Соломон, Цви Суккот |